# Бжузкі (Куявсько-Поморське воєводство)
Бжузкі (пол. Brzózki, нім. Birken) — село в Польщі, у гміні Шубін Накельського повіту Куявсько-Поморського воєводства.
У 1975-1998 роках село належало до Бидгощського воєводства.